# タイ観光協会連合
タイ観光協会連合 (タイ語:สหพันธ์สมาคมท่องเที่ยวไทย タイ略称:เฟสต้า、英語:The Federation of Thai Tourism Associations 、英略称:FETTA) はタイ王国の民間旅行業業界団体の連合体。

## 概要
タイ観光協会連合は、タイの観光業団体の連合組織である。2007年にはセミナーを開くなど活動が散見され、2009年タイ観光業振興を内閣に上申している。主要加盟団体には、タイ旅行業協会（ATTA)、タイ旅行代理店協会(TTAA)、タイホテル協会（THA）、タイ国内旅行業協会（ADT）、タイ全国旅客輸送業協会（สปข.)、泰日旅行業協会（TJTA)、タイ中国観光業者協会（ACTA）、タイ・エコツーリズム＆アドベンチャートラベル協会（TEATA) などが名前を連ねている。2010年4月2日、25団体1,000名を組織し、バンコクの反独裁民主同盟の抗議デモがタイ観光業を圧迫しているとしてデモ中止を求める集会を開いた。